# Henry Janeway Hardenbergh
Henry Janeway Hardenbergh (né le 6 février 1847, mort le 13 mars 1918) est un architecte américain.
On lui doit entre-autres le Dakota Building et le Plaza Hotel à New York.

## Biographie
Hardenbergh est né à New Brunswick (New Jersey). Il étudie l'architecture auprès de l'architecte allemand Detlef Lienau. Il ouvre son cabinet d'architecte en 1870. Il dessine et conçoit le célèbre Dakota Building en 1884. Il réalisa également le Plaza Hotel, pour le compte d'Edward Clark, le dirigeant de la Singer Corporation. Il construit par la suite l'hôtel Waldorf (1893) et lui adjoint l'Astoria (1897) pour William Waldorf Astor et Mme Astor respectivement. Ces deux hôtels sont reliés par un couloir pour devenir l'hôtel Waldorf-Astoria, qui a été démoli en 1929 pour laisser la place à l'Empire State Building.
Hardenbergh a vécu quelque temps à Bernardsville au New Jersey, et meurt chez lui à Manhattan en 1918.

## Principales réalisations

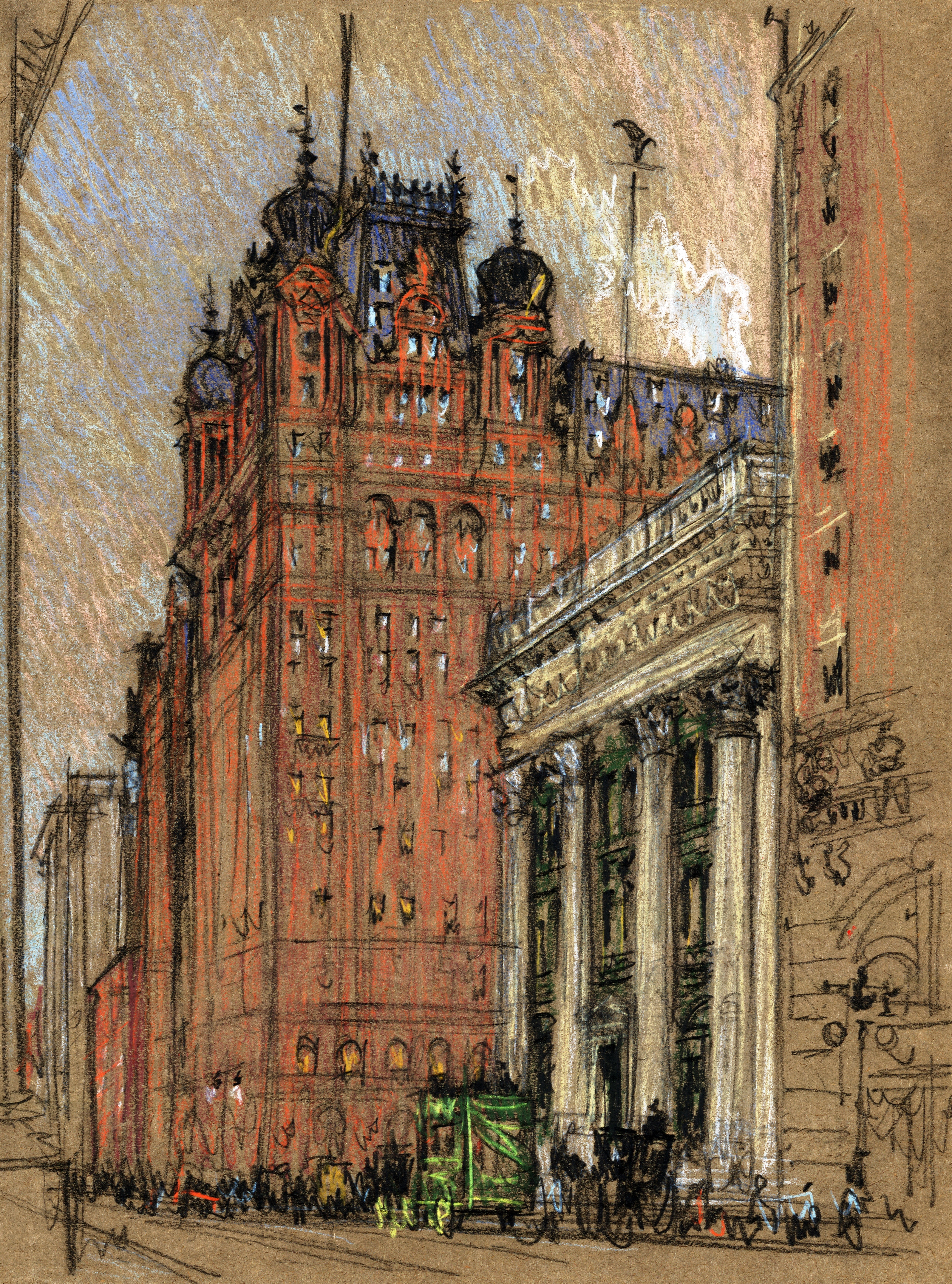
Le Waldorf-Astoria. Dessin de Joseph Pennell, c. 1904-08.
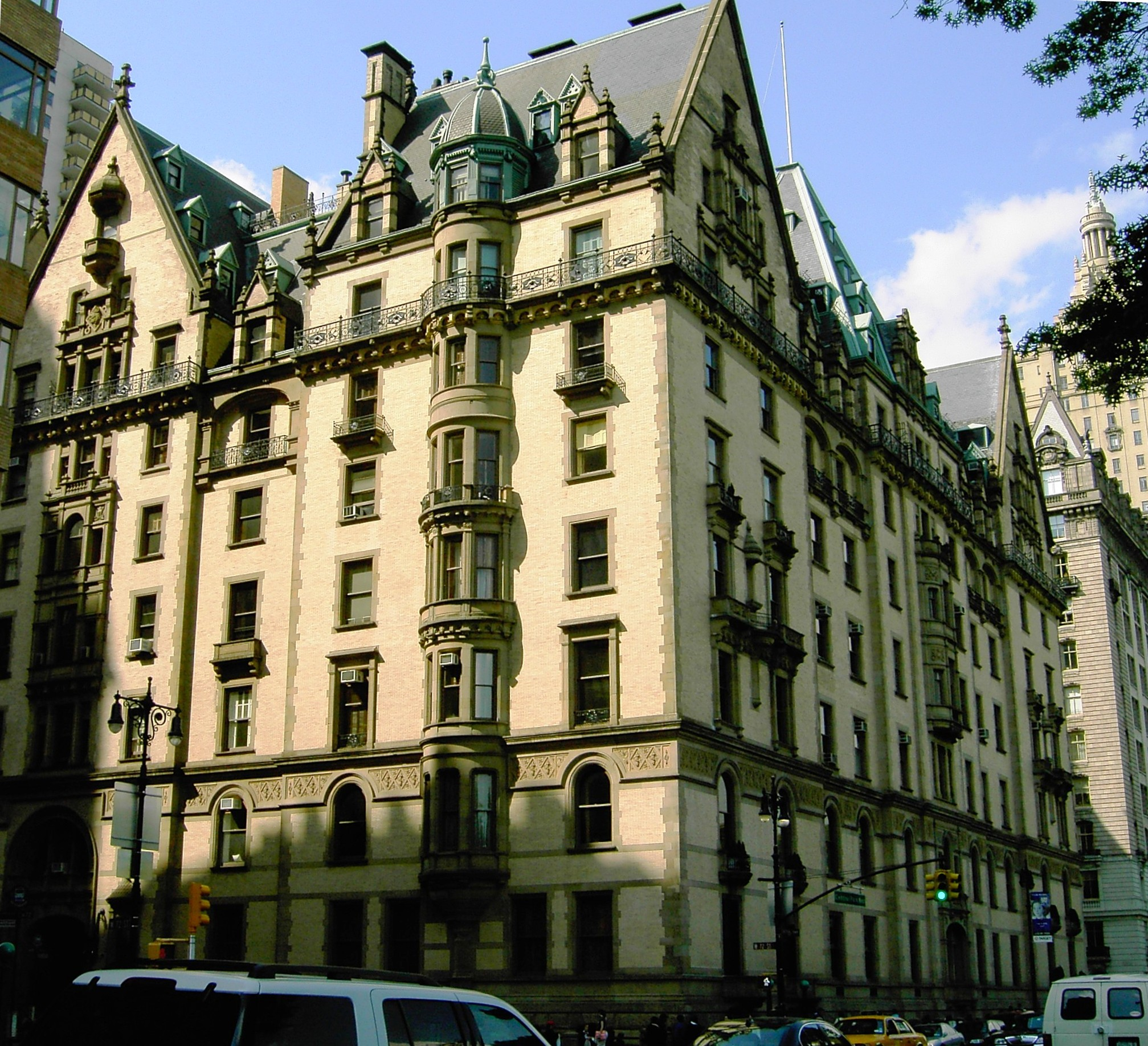
Le Dakota Building, près de Central Park
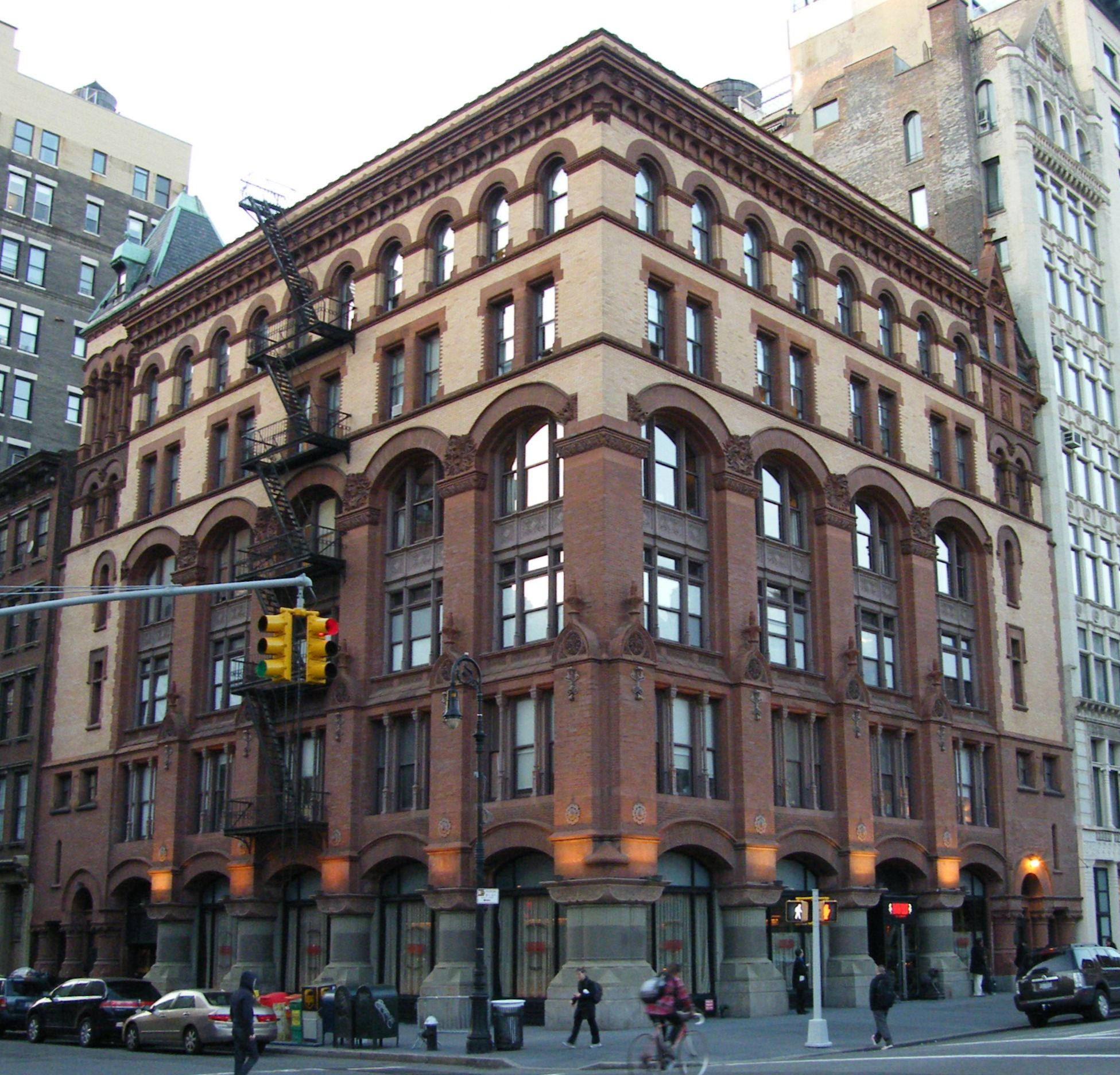
Schermerhorn Building (1888)
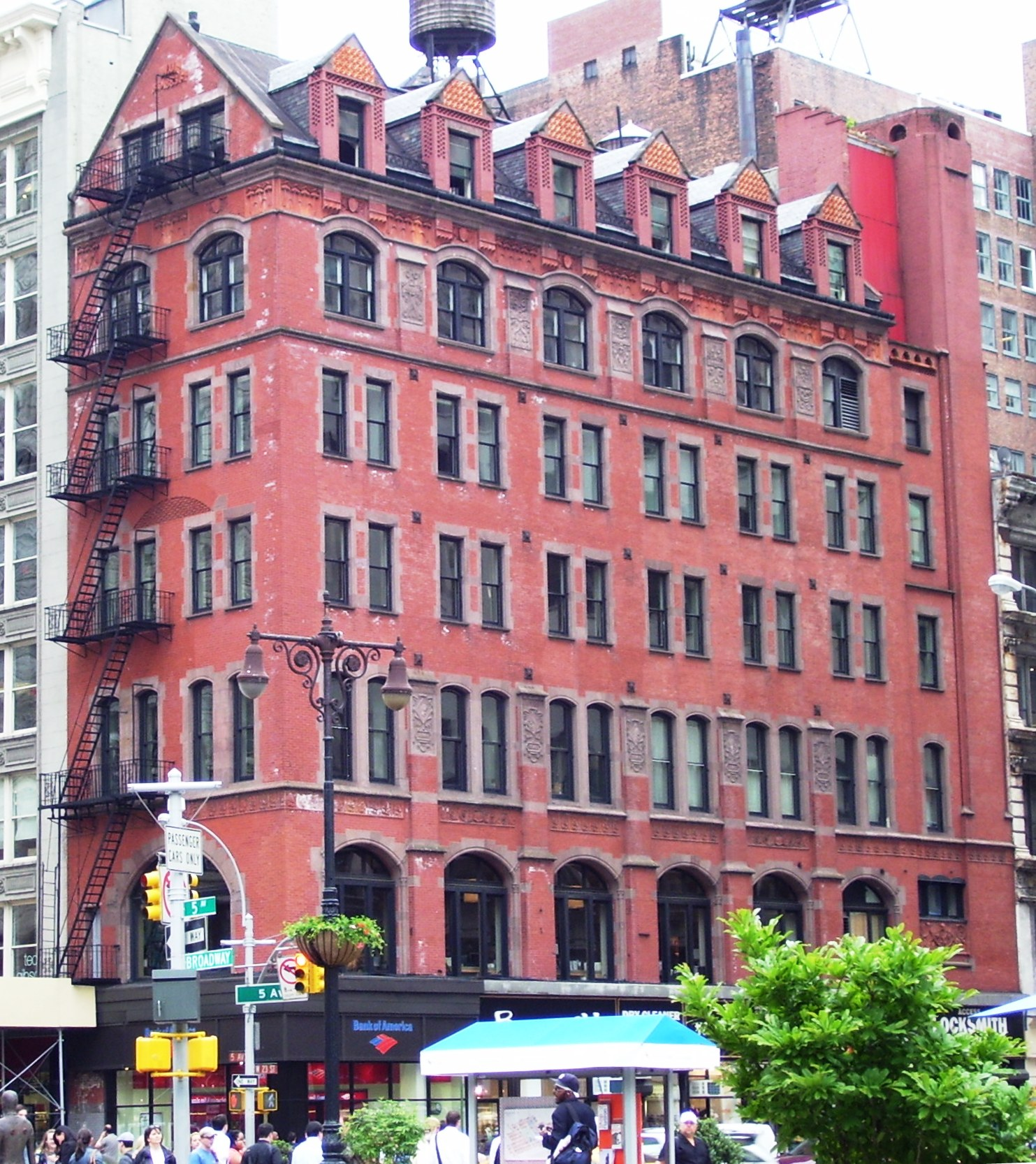
Western Union Telegraph Building (1882–84)
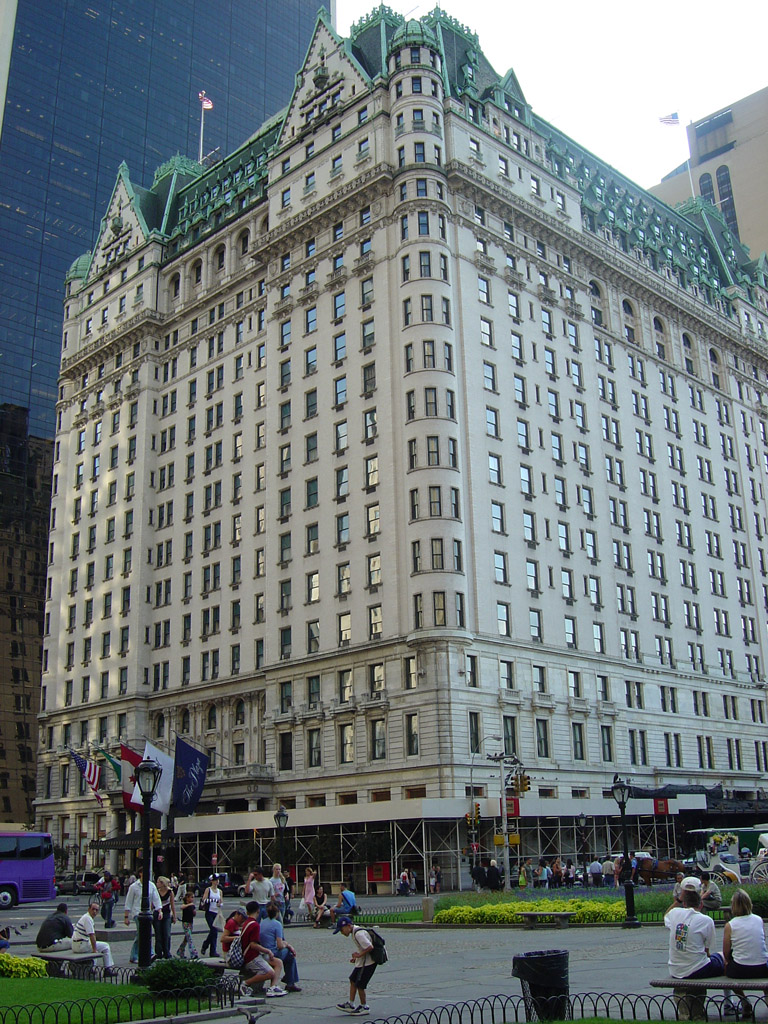
The Plaza Hotel (1905–07)
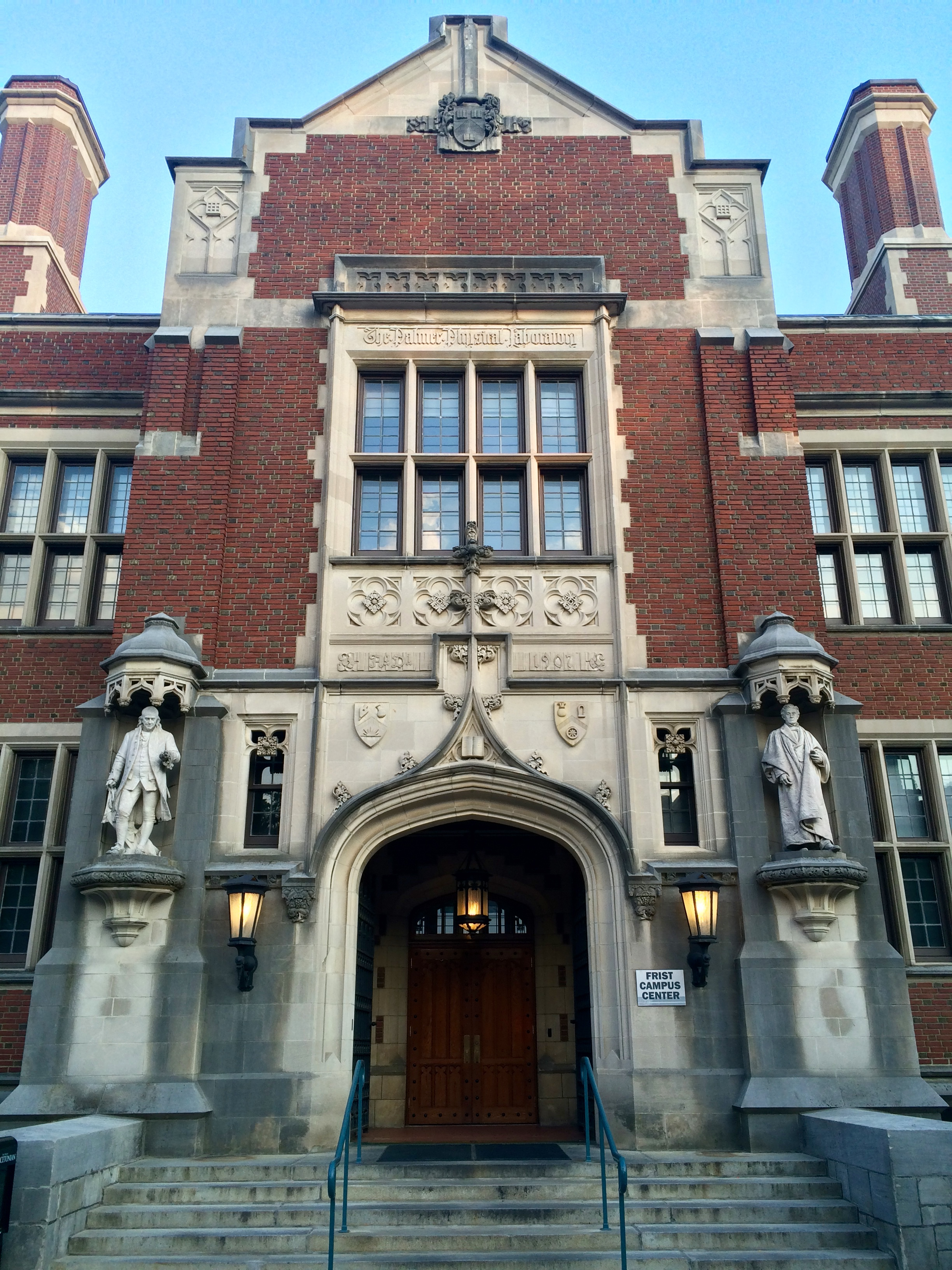
Palmer Physical Laboratory (1910) à la Princeton University